# Kurator oświaty
Kurator oświaty – kierownik kuratorium oświaty jako jednostki organizacyjnej wchodzącej w skład zespolonej administracji rządowej, wykonujący w imieniu wojewody na terenie województwa zadania i kompetencje w zakresie oświaty określone w szczególności w ustawie z dnia 14 grudnia 2016 r. Prawo oświatowe (Dz.U. z 2021 r. poz. 1082); zwaną dalej: „Prawo oświatowe”. Jest monokratycznym organem zespolonej administracji rządowej.

## Kwalifikacje i powołanie kuratora
Zgodnie z art. 50 Prawa oświatowego kuratora oświaty powołuje i odwołuje minister właściwy do spraw oświaty i wychowania na wniosek wojewody. Minister ten może odwołać kuratora oświaty także z własnej inicjatywy. Do czasu powołania na stanowisko kuratora oświaty osoby wyłonionej w drodze konkursu minister, po zasięgnięciu opinii wojewody, wyznacza osobę pełniącą obowiązki kuratora oświaty. Kandydatem na stanowisko kuratora oświaty może być nauczyciel mianowany lub dyplomowany mający wykształcenie wyższe magisterskie oraz posiadający co najmniej 7-letni staż pracy w swoim zawodzie.

## Kompetencje kuratora
Do zadań kuratora oświaty należy w szczególności:
1. sprawowanie nadzoru pedagogicznego nad publicznymi i niepublicznymi szkołami i placówkami oraz placówkami doskonalenia nauczycieli;
2. wydawanie decyzji administracyjnych w sprawach określonych w Prawie oświatowym;
3. współdziałanie z radami oświatowymi powołanymi na podstawie Prawa oświatowego;
4. wykonywanie zadań organu wyższego stopnia w rozumieniu przepisów Kodeksu postępowania administracyjnego:
  - w stosunku do organów jednostek samorządu terytorialnego – w sprawach szkół publicznych, zakładanych i prowadzonych przez osoby prawne i fizyczne oraz szkół i placówek niepublicznych,
  - w stosunku do dyrektorów szkół – w sprawach z zakresu obowiązku szkolnego i obowiązku nauki oraz w sprawach skreślenia uczniów z listy uczniów;
5. realizowanie polityki oświatowej państwa, a także współdziałanie z organami jednostek samorządu terytorialnego w tworzeniu i realizowaniu odpowiednio regionalnej i lokalnej polityki oświatowej, zgodnych z polityką oświatową państwa;
6. opracowywanie programów wykorzystania środków na dofinansowanie doskonalenia nauczycieli, wyodrębnionych w budżecie wojewody;
7. organizowanie olimpiad, konkursów, turniejów, przeglądów oraz innych form współzawodnictwa i prezentacji osiągnięć uczniów szkół na obszarze województwa;
8. współdziałanie z okręgowymi komisjami egzaminacyjnymi;
9. badanie potrzeb nauczycieli w zakresie doskonalenia oraz inicjowanie i koordynowanie działań związanych z doskonaleniem nauczycieli;
10. wspomaganie działań w zakresie organizowania egzaminów i sprawdzianów w szkołach;
11. współdziałanie z organami jednostek samorządu terytorialnego w zakresie kształtowania i rozwoju bazy materialnej szkół i placówek;
12. współdziałanie z właściwymi organami, organizacjami i innymi podmiotami w sprawach dotyczących warunków rozwoju dzieci i młodzieży, w tym w przeciwdziałaniu zjawiskom patologii społecznej;
13. koordynowanie, wspomaganie i nadzorowanie organizacji wypoczynku dzieci i młodzieży na obszarze województwa w okresie ferii letnich i zimowych.

Kurator oświaty wykonuje swoje zadania i kompetencje przy pomocy kuratorium oświaty, które jest państwową jednostką budżetową. Na wniosek kuratora oświaty wojewoda może tworzyć delegatury kuratorium oświaty (art. 52 ust. 3 Prawa oświatowego).
W zakresie kierowania kuratorium kurator oświaty:
1. ustala organizację i zasady funkcjonowania kuratorium oraz w tym zakresie wydaje zarządzenia wewnętrzne,
2. koordynuje i nadzoruje pracę kuratorium oświaty,
3. nadzoruje i koordynuje realizację budżetu,
4. ustala politykę kadrową.

## Wicekurator oświaty
Zgodnie z art. 50 ust. 10 Prawa oświatowego na wniosek kuratora oświaty, po zasięgnięciu opinii wojewody, minister właściwy do spraw oświaty i wychowania powołuje i odwołuje wicekuratorów oświaty. Zakres obowiązków wicekuratora określa kurator. Zgodnie z art. 51 ust. 3 Prawa oświatowego stanowiska wicekuratora (tak samo jak kuratora) nie można łączyć z mandatem radnego.

## Kuratorzy oświaty dawniej
W II Rzeczypospolitej instytucję kuratorów okręgów szkolnych wprowadzała Ustawa o tymczasowym ustroju władz szkolnych z 4 czerwca 1920.

## Źródła
- Ustawa z dnia 14 grudnia 2016 r. Prawo oświatowe (Dz.U. z 2021 r. poz. 1082)